# Saul Teukolsky
Saul Arno Teukolsky (2 août 1947 à Johannesbourg) est l'un de pionniers de la simulation informatique des équations de la relativité générale, sur des supercalculateurs. C'était l'un des élèves de Kip Thorne à Caltech dans les années 1970. Aujourd'hui, il est considéré comme l'un des spécialistes du domaine. Il travaille aujourd'hui comme physicien à l'université Cornell.
Teukolsky est également coauteur de la série de livres d'analyse numérique, Numerical Recipes.